# Fraxinus mandshurica
Fraxinus mandshurica — вид квіткових рослин з родини маслинових (Oleaceae).

## Біоморфологічна характеристика
У Японії дерево сягає максимальної висоти 30 метрів. Листки довжиною 25–40 см, перисторозсічені, з 7–13 листочками, листочки 5–20 см завдовжки і 2–5 см завширшки, розташовані на хребті листка з сидячою частиною та мають зубчастий край. На початку осені вони стають золотисто-жовтими, і дерево зазвичай рано змінює колір. Квіти утворюються ранньою весною, до появи нових листків, у компактних волотях; вони непоказні, без пелюсток, запилюються вітром. Плід — крилатка з однієї насінини завдовжки 1—2 см з видовженим верхівковим крилом 2.5—4 см завдовжки і 5—7 мм завширшки.
Цей вид вітрозапильний, вітрозапильний, дводомний і холодостійкий.

## Поширення
Ареал: Китай, Японія, Північна й Південна Корея, Росія (Сахалін).
Росте на висотах від 700 до 2100 метрів. Росте в долинах річок, на пологих пагорбах і на багатих ґрунтах. У Китаї Fraxinus mandshurica зустрічається в рідколіссях на схилах і у відкритих долинах гірських регіонів. .

## Використання
Ця порода є важливим джерелом деревини, яка використовується для виготовлення шпону, човнів, музичних інструментів, меблів, спортивного обладнання та дрібних спеціальних дерев'яних виробів. Відомий у садівництві й має визнану ландшафтну цінність. Fraxinus mandshurica також використовується в традиційній медицині та для отримання дров або деревного вугілля..

## Галерея

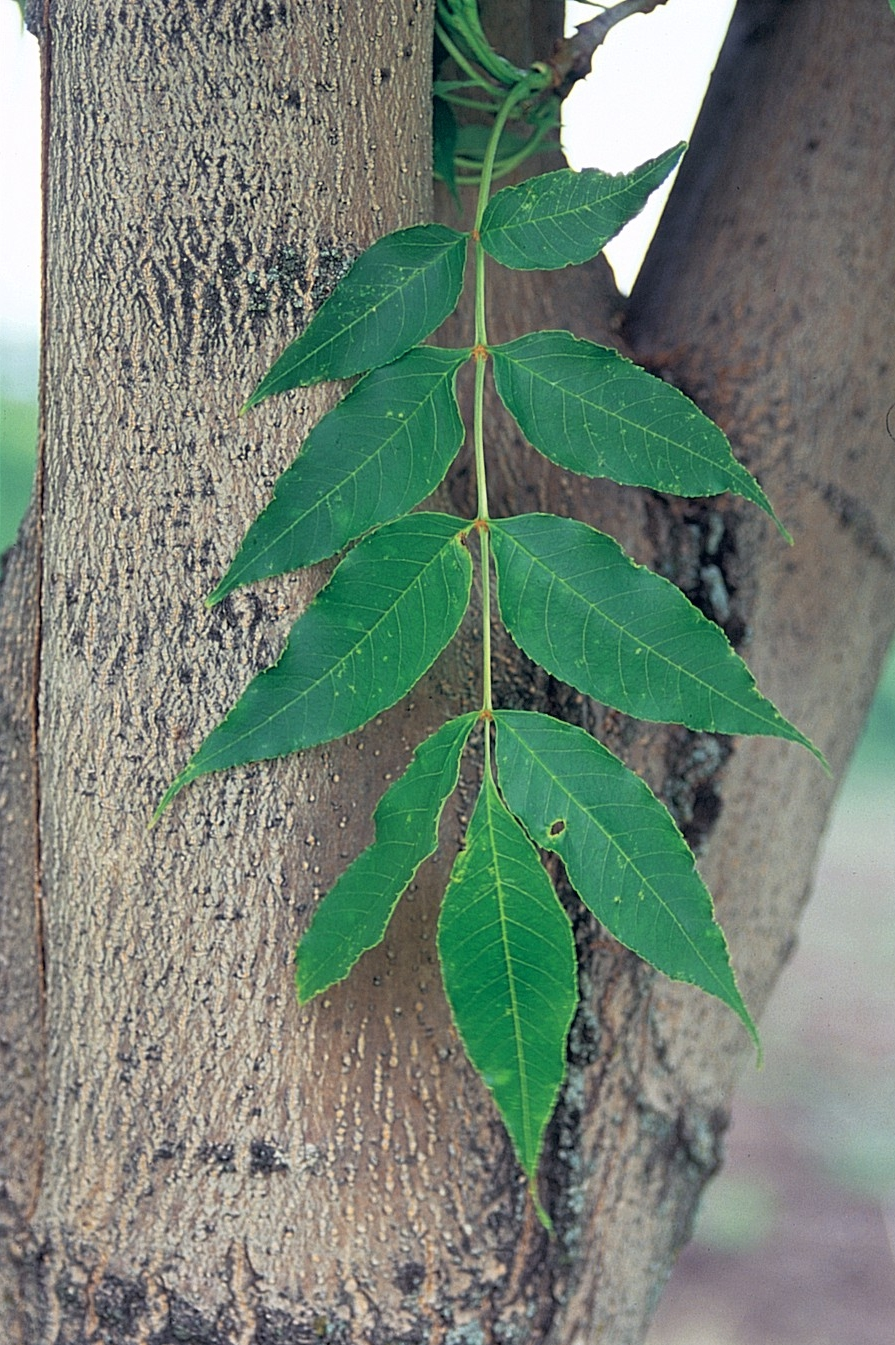
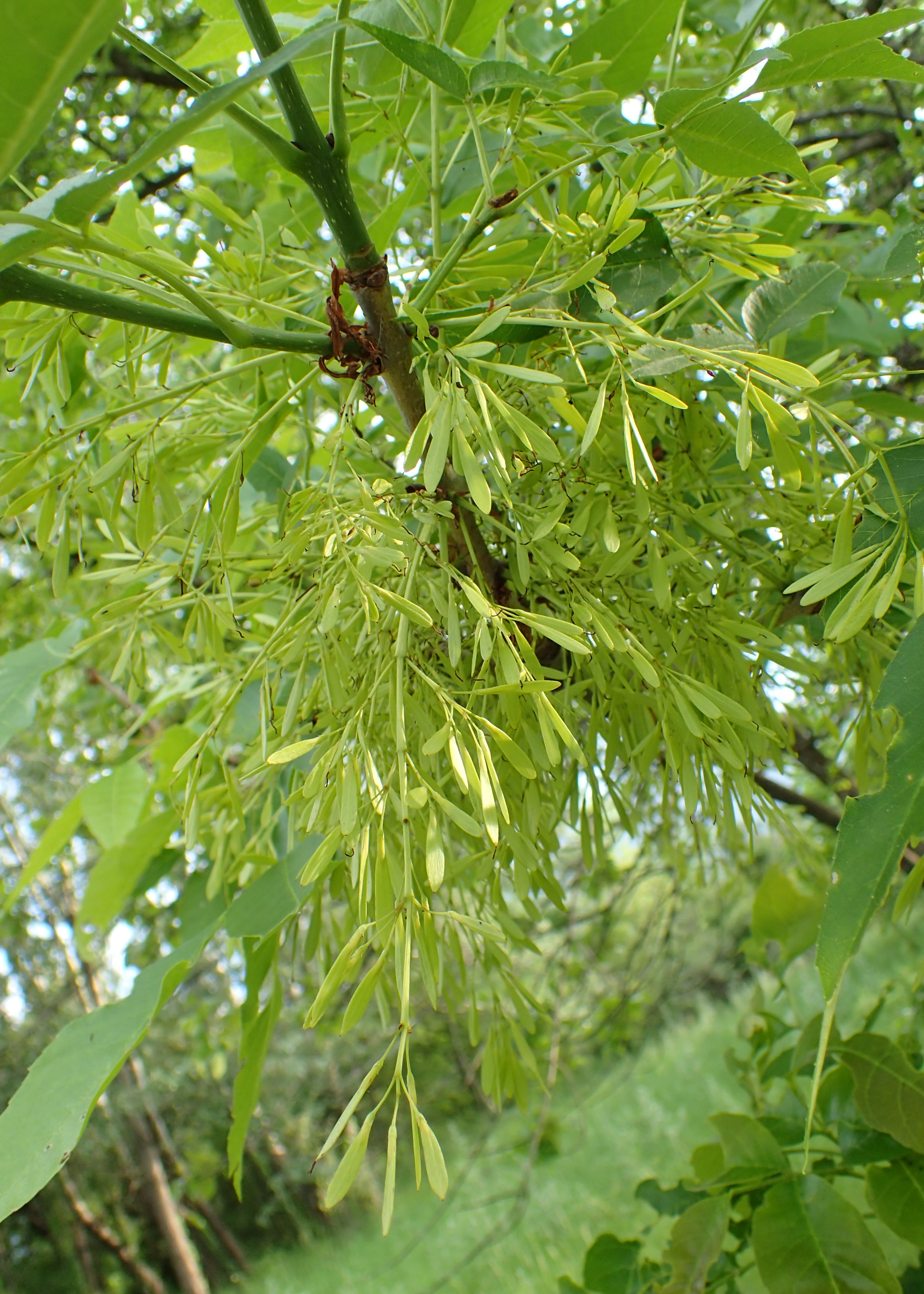